# 阿倫德爾手稿

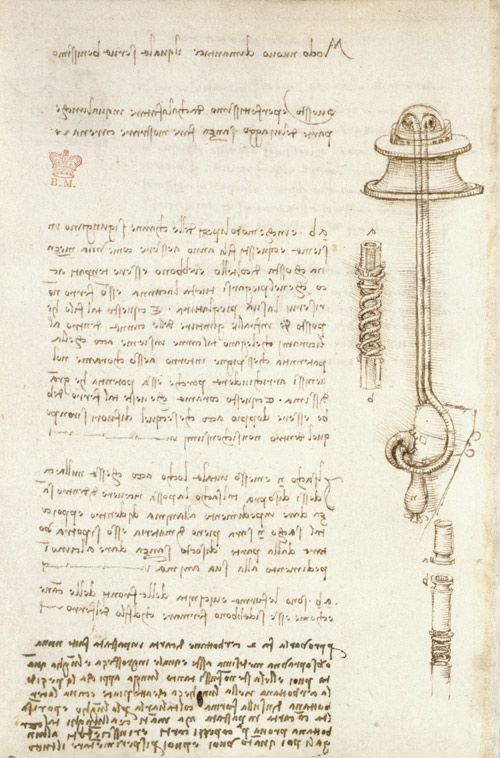
克倫德爾手稿Fol 24v：關於各種水下呼吸設備的研究

阿倫德爾手稿（Codex Arundel，British Library，Arundel，263）是李奧納多·達文西的一卷手稿，大約寫於1480年至1518年間。手稿中是關於力學和幾何學等的一系列論文及筆記，手稿名稱來自于1630年代在西班牙得到這份手稿的阿倫德爾侯爵，它现在是大英圖書館阿倫德爾系列抄本的一部份。

## 描述
該手稿共283頁，大部份規格為22釐米×16釐米。有少數幾頁沒有任何內容。100和101兩頁對開紙被錯誤地標記了兩次，手稿中包含了達文西每一個時期的作品，橫跨1478至1518這40年。其中包含短論文、筆記和圖畫，內容從機械到鳥類飛行多種多樣。根據研究顯示，這些作品是達文西本人搜集在一起的，他打算將它們按順序排好并付諸出版。該手稿的每一個主題一般只用一張對開紙，所以幾乎每張紙從前到後都密密麻麻地寫滿了他的觀點。原先的排版方式因後世對開紙被裁開而軼失了，因此其排列方式現在也顯得有些隨意。
其內容與萊斯特手稿一樣，都是一些筆記、圖畫，同時它的重要度也被認為僅次於大西洋古抄本。

## 歷史
該手稿中的大部份內容成於1480年至1518年，在皇家學會獲得該手稿之前其來源一直不明。
17世紀早期，該手稿由第二代阿倫德爾侯爵托馬斯·霍華德（1585–1646）購下，成為其藏品的一部份。第六代諾福克公爵亨利·霍華德（1628–1684)）在1681年時將其贈給了皇家學會。1681年由威廉·佩里首次編目。
1831年，該手稿與549件其他阿倫德爾系列手稿由大英圖書館購下，1834年由大英圖書館再次編目。現藏於大英圖書館。
其最近的複製品完成于1998年。 2007年1月30日，成為大英圖書館“Turning the Pages”計劃的一部份，與萊斯特手稿一起被數字化，在線上這兩份手稿是合並在一起的。